# Phraortes bicolor
Phraortes bicolor är en insektsart som först beskrevs av Brunner von Wattenwyl 1907.  Phraortes bicolor ingår i släktet Phraortes och familjen Phasmatidae. Inga underarter finns listade i Catalogue of Life.